# 馬德伯里 (新罕布什爾州)
馬德伯里（英語：Madbury）是一個位於美國新罕布什爾州斯特拉佛縣的鎮。

## 人口
根據2020年美國人口普查的數據，馬德伯里的面積為31.60平方千米，當中陸地面積為30.10平方千米，而水域面積為1.50平方千米。當地共有人口1918人，而人口密度為每平方千米61人。